# Tetramorium decamerum
Tetramorium decamerum är en myrart som först beskrevs av Auguste-Henri Forel 1902.  Tetramorium decamerum ingår i släktet Tetramorium och familjen myror. Inga underarter finns listade i Catalogue of Life.